# Namakura Gatana

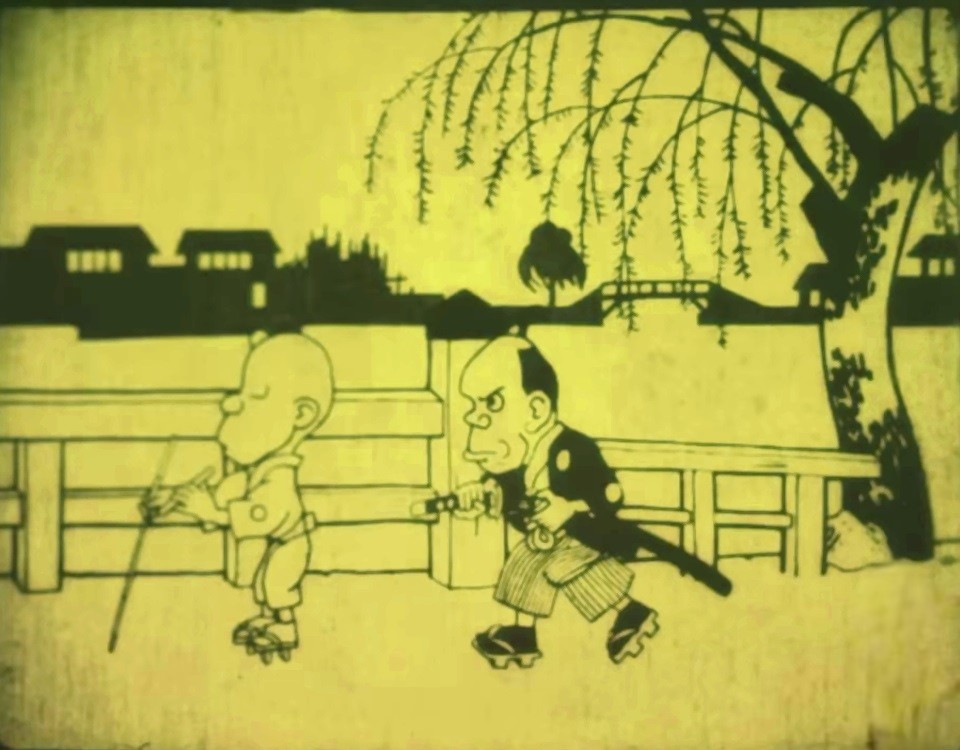
Cena de Namakura Gatana

Namakura Gatana (なまくら刀) ou Hanawa Hekonai meitō no maki (塙凹内名刀之巻?) é animê em curta-metragem de 1917 produzido por Jun'ichi Kouchi que foi descoberto numa loja de antiguidades em Osaka em março de 2008.